# 大月駅列車衝突事故
大月駅列車衝突事故（おおつきえきれっしゃしょうとつじこ）は、1997年（平成9年）10月12日に東日本旅客鉄道（JR東日本）中央本線の大月駅で発生した列車衝突事故である。

## 事故の概況
1997年（平成9年）10月12日20時02分頃、大月駅下り本線を約2分遅れて約105 km/hで通過していた新宿発松本行き特急「スーパーあずさ13号」（E351系電車12両編成）の右側面に、入換中の回送車両（201系電車6両編成）が約25 km/hで衝突した。
これにより、特急列車の前から4両目（9号車）から8両目（5号車）が脱線し、うち前から5両目（8号車）が横転した。回送車両も先頭車と2両目が脱線した。
衝撃により、特急列車に乗車していた長野県松本市の女性1名が脳挫傷を起こすなど、回送車両の運転士を含む乗員乗客計78名が重軽傷を負った。
この影響で、中央本線は四方津駅 - 甲斐大和駅間が14日7時頃まで不通となり、上下合わせて158本が運休、5万4,000人に影響が出た。運休期間中に動員された代替バスは72台にのぼった。
事故後、大月駅構内には警察によって押収された事故車両の一部が残されていたが、3か月半後の1998年（平成10年）2月から撤去された。
回送車両の運転士が業務上過失傷害や過失往来危険罪に問われ、1999年（平成11年）1月28日の甲府地裁判決で、禁錮2年執行猶予4年の有罪判決が確定した。

## 原因
回送車両は、通常作業では東京駅から10両編成の中央特快として大月駅4番線に到着後、富士急行線河口湖駅行きの後部4両を切り離し、スーパーあずさ13号の通過（定刻では20時ちょうど）の後、20時8分に下り本線に移動することになっていた（なお、通常この取り扱いでは、入換信号での入換作業となるが、下記のように信号の誤認が直接の起因となっている）。
当日は特急列車が遅れており、回送車両の運転士は下り本線の特急に対する進行現示を自車両に対してのものと誤認し、停止現示を見落としていた。なお、ATS（ATS-SN型）に故障などは見られず、回送車両の運転士がATSを切っていたとされる。

## 対策
この事故の後JR東日本は、ATSを切る必要がある入換作業を全廃するとともに、ブレーキを掛けた状態にしない限りATSを切ることができないよう車両を改修した。